# Svaty
Svaty (Russisch: Сваты; Oekraïens: Свати, ("Schoonouders") is een Russischtalige Oekraïense komedieserie van het productiebedrijf Studio Kwartal 95, bedacht door Volodymyr Zelensky. In totaal zijn er zeven seizoenen gemaakt en de musical Novogodnye Svaty ("Nieuwjaars-schoonouders"). Ook een televisieprogramma genaamd Svaty oe plity. (Schoonouders bij de kookplaat). De series werden uitgezonden op de tv-zenders Rusland-1 (Rusland), Inter, 1+1 en ICTV (Oekraïne). 
In juli 2017 startten de opnames voor het zevende seizoen. 
Op 23 november 2017 kreeg acteur Fjodor Dobronravov een driejarige toegangsbescherming tot Oekraïne, vanwege zijn publieke steun voor de Russische annexatie van de Krim in 2014. Als gevolg hiervan werd de serie op 29 november 2017 verboden voor uitzending in Oekraïne. Door het verbod werden de opnames van seizoen zeven tijdelijk stopgezet. De Oekraïense tv-zender 1+1 stapte naar de rechtbank om het Ministerie van Cultuur aan te klagen vanwege het besluit rondom Svaty. De rechtbank besloot het verbod op te schorten. 
Op 17 mei 2018 vond de eerste rechtszitting plaats bij de administratieve rechtbank van Kiev, waar de zaak werd behandeld. Uiteindelijk, op 27 maart 2019, trok deze rechtbank het verbod in.

## Verhaal

### Svaty (2008)
Masja en Maksim Kovaljov, een jong stel, willen op vakantie naar Italië en besluiten hun vijfjarige dochter Zjenja achter te laten bij hun ouders. Maar beide ouders zeggen dat ze het te druk hebben en willen haar niet opvangen. Dit leidt ertoe dat de ouders van Masja en Maksim zich samen om Zjenja moeten bekommeren. Masja’s ouders, Valentina en Ivan Boedko, zijn eenvoudige dorpelingen, terwijl Maksim’s ouders, Olga en Youri Kovaljov, intellectuelen uit de stad zijn. Dit zorgt voor veel spanningen, omdat ze elkaar niet kunnen uitstaan. Ze wonen allemaal samen in één huis, maar hebben verschillende ideeën over hoe ze Zjenja moeten opvoeden, wat leidt tot ruzies en strijd om haar aandacht.

### Svaty 2 (2009)
Het is 8 Maart. Masja is in de laatste maand van haar zwangerschap. Zij en Maksim hebben problemen in hun relatie, en hun zesjarige dochter Zjenja raakt erbij betrokken. Het meisje komt met een oplossing: ze belt haar grootouders. De opa's en oma's komen snel helpen, maar ze proberen het op hun eigen manier, waardoor ze niet alleen ruzie maken met hun kinderen, maar ook het gezin bijna uit elkaar dreigen te trekken. Alleen de samenwerking tussen de schoonfamilie kan het huwelijk redden. Masja krijgt uiteindelijk een tweeling.

### Svaty 3 (2009)
Er zijn enkele maanden verstreken sinds de gebeurtenissen in het tweede deel. De zomer begint. Masja en Maksim vertrekken naar Nederland en Zjenja wordt onder toezicht van Boedko achtergelaten in het dorp Koetsjoegoery. De Kovaljovs komen naar hen toe om voor hun kleindochter te zorgen en haar tegelijkertijd voor te bereiden op de toegang tot het Lyceum.
Sinds dat moment verschijnt er een niet minder belangrijk personage in het verhaal - vriend, neef, buurman en drinkmaatje van Ivan Boedko - Dmitri Boechankin, die Mitjaj wordt genoemd. In dit seizoen beginnen de grootouders met elkaar overweg te kunnen. Samen moeten ze een gezonde levensstijl leiden: niet drinken, niet roken en na 18.00 niet meer eten. Ivan wordt ontslagen, maar keert al snel terug naar de bakkerij en wordt manager van de garage.

### Svaty 4 (2010)
De gebeurtenissen vinden plaats een jaar na de gebeurtenissen van het derde seizoen, en opnieuw in de zomer. Opa's en Oma's vertrekken naar Turkije om hun kinderen en kleinkind te bezoeken. Zjenja's ouders sturen haar naar het kinderkamp "Artek". De grootouders gaan naar de Krim, niet zozeer om uit te rusten, maar om voor hun geliefde kleindochter Zjenja te zorgen. De grootouders leren nooit zonder kleindochter; het is moeilijk voor hen om met elkaar om te gaan. Door een gelukkige omstandigheid krijgen ze een huis, waar ze een hotel van maken, om hun dankbaarheid voor het vinden van tijdelijke huisvesting voor al het geld dat ze hebben verdiend aan Masja en Maksim te tonen. Hun mededinging    is hun buurvrouw Larissa, met wie de grootouders voortdurend ruzie maken, ook over gasten. Olga en Youri proberen zich te verbergen voor hun scheiding, maar al snel komt iedereen erachter, ook Olga's ouders.

### Nieuwjaars-schoonouders (2010)
Ivan en Valentina besluiten nieuwjaar heel bescheiden, zonder kerstbomen en feestelijke lekkernijen, te vieren in het geboortedorp Koetsjoegoery. Maar alles verandert wanneer Youri en Olga Kovaljov met hun kleindochter Zjenja komen en de beroemdheden die naar bedrijfsfeesten gaan. Maar ze komen vast te zitten in het dorp vanwege hevige sneeuwval en stuifbewegingen op de wegen. Het hotel heeft niet genoeg ruimte en de grootouders ervaren in dit bedrijf, en bieden hun diensten aan.

### Svaty 5 (2011)
Sinds de laatste gebeurtenissen zijn acht jaar voorlopen. De jonge Kovaljovs – Maksim en Masja – hebben al die tijd in Nederland gewoond. Maar nu besluiten ze terug te keren naar hun thuisland. De grootouders (Youri Anatoljevitsj Kovaljov stierf drie jaar geleden vóór de gebeurtenissen in de film aan een hartaanval) kijken uit naar de ontmoeting met hun kleinkinderen, maar geen van hen verwachtte een vrolijke, vurige en lieve kleine Zjenetsjka te zien in een nieuwe gothic-stijl met een heleboel problemen en conflicten. Maar dit is slechts een deel van de problemen voor de grootouders. Er is tenslotte ook een tweeling - Nikita en Vika, die zo modern en voorzichtig blijken te zijn dat de zwarte kleding en de 'zwarte' humor van hun oudere zus onbeduidend zullen zijn in vergelijking met hun capriolen. De hele zomer komen de drie kleinkinderen in de samenleving van de echtgenoten Boedko en Olga Kovaljova. Aleksandr Berkovitsj probeert Olga's hart te winnen, en na verloop van tijd slaagt hij erin. Zjenja vindt een vriendin die haar vriend steelt. Valentine heeft autorijden geleerd en een voedingsbedrijf opgezet, dat ze samen met Larissa en Jevgeni Borisovich leidt.

### Svaty 6 (2012)
Het verhaal speelt zich af na zes maanden van de gebeurtenissen in Svaty 5. In seizoen 6 is het verhaal bijna het hele jaar, van Maart tot nieuwjaar. Gedurende deze tijd in het leven van de grootouders gebeurt er veel. De grootouders gaan door met het heropvoeden van de nalatige tweeling. Olga Nikolajevna en Aleksandr Berkovitsj formuleren officieel hun relaties en trouwen. Ivan Boedko gaat zakendoen, redt het land van de bureaucratie, gaat aan het werk, wordt vergiftigd met paddenstoelen en viert zijn jubileum. Zjenja maakt haar school af, gaat naar de universiteit om beroemd te worden en ontmoet haar liefde van haar leven, een kunstenaar die ook Zjenja heet. Zjenja's beste vriendin en de dochter van Aleksandr Berkovitsj, Katja Berkovitsj, vindt haar ware liefde en gaat samen met Zjenja naar de universiteit en begint aan vele avonturen. Nikita en Vika beginnen volwassener te worden, maar veroorzaken nog steeds kattenkwaad en hebben nog steeds plezier. Larissa bevalt van een meisje, (Mitjaj en Larissa zijn sinds vorig seizoen getrouwd) Mitjaj wordt voor de derde keer vader (hij heeft al twee zonen, een volwassen zoon Andrej uit zijn eerste huwelijk, die apart woont, en zijn jonge zoon Artjom)  De familie Boedko heeft nog steeds geen dak boven hun hoofd en de schoonmoeder komt naar Boechankin. Grootouders gaan naar Euro-2012, een cruise langs de Wolga, en de Karpaten, waar ze het nieuwe jaar vieren.

### Svaty 7 (2021)
Er gaan weer vele jaren voorbij en er beginnen nieuwe verhalen! Geliefde kleindochter Zjenja is volwassen geworden en gaat trouwen met een Britse man (Jack), en rusteloze grootouders zullen haar helpen de juiste keuze te maken. Deze keer staat het gezin op hun repertoire: een vakantie in Wit-Rusland zal resulteren in een luid internationaal schandaal, een onschuldige reis naar Georgië zal uitmonden in een reeks ongelooflijke gebeurtenissen, en zelfs een reis naar de 19e eeuw zal familieproblemen worden.

## Productie
In 2008 werd de tweedelige tv-film Svaty opgenomen in Kiev. Het was oorspronkelijk niet de bedoeling dat het project een vervolg zou krijgen, maar door het succes op televisie werd er een tweede seizoen gemaakt (ook als telefilm). Daarna volgden er nog meerdere seizoenen, die als miniseries werden opgenomen.
Het zesde seizoen van Svaty zou het laatste seizoen zijn. Later werd door de makers gezegd dat een zevende seizoen mogelijk zou zijn. De opnames van Svaty 7 zouden in 2014 beginnen, maar door de politieke situatie in Oekraïne werden ze uitgesteld. 
In mei 2015 zei Volodymyr Zelensky dat het scenario voor het zevende seizoen klaar was, maar de opnames werden nog steeds uitgesteld. Een reden hiervoor was de onenigheid binnen de filmploeg: Zelensky en de Studio Kwartal 95 steunden de Oekraïense regering in de kwestie van de Krim en de oorlog in Donbass, terwijl Russische acteurs zoals Tatjana Kravtsjenko (geboren in Donetsk) en Fjodor Dobronravov andere opvattingen hadden. Ook werd Fjodor Dobronravov samen met Ljoedmila Artjomjeva en Nikolaj Dobrynin verboden Oekraïne binnen te komen. 
In 2017 werd besloten om Svaty 7 op te nemen in Wit-Rusland en Georgië. Eind 2017 werden de opnames echter opnieuw stopgezet. Het zevende seizoen zou oorspronkelijk 16 afleveringen hebben, maar door veel problemen werd het beperkt tot 9 afleveringen. 
Het zevende seizoen van Svaty ging in première op 20 december 2021 op de tv-zender 1+1 en op 27 december op Rusland-1.